# Клоков, Иван Васильевич
Иван Васильевич Клоков — советский хозяйственный и политический деятель.

## Биография
Родился в 1901 году в деревне Мочалиха. Член КПСС.
Окончил Петербургское железнодорожное училище, электротехническое отделение Петербургского технического училища, Ленинградский электротехнический институт, Массачусетский технологический институт (1933).
В 1912—1929 гг. — рабочий, инженерный работник, председатель месткома на электротехнических предприятиях города Ленинграда.
В 1933—1941 гг. — участник строительства магистральной линии связи Москва-Хабаровск, инженерный и руководящий работник в отрасли связи СССР.
В 1941—1943 гг. — начальник Центрального управления магистралей связи Наркомата связи СССР.
Руководил мероприятиями по обеспечению телеграфно-телефонной связью Сталинградского фронта со Ставкой Верховного Главнокомандования.
В 1943—1945 гг. — директор ЦНИИ связи.
Руководил работами по адаптации трофейного и репарационного оборудования связи для восстановления военных разрушений в области связи.
В 1945—1972 гг. — заместитель Народного комиссара, заместитель министра, первый заместитель министра, заместитель министра связи СССР.
Руководил обеспечением связи первого пилотируемого космического запуска, за что был удостоен ордена Ленина (15.06.1961), после чего назначен ответственным за обеспечение связи советских космических кораблей.
В 1972—1985 гг. — научный сотрудник, консультант ЦНИИ связи.
Умер в 1993 году в Москве.

## Награды
- Орден Ленина (15.06.1961)
- Орден Октябрьской Революции (1982)
- Орден Трудового Красного Знамени (1944, 25.08.1971)
- Орден Знак Почёта (дважды, в т.ч 1966)